# 867 (szám)
A 867 (római számmal: DCCCLXVII) egy természetes szám.

## A szám a matematikában
A tízes számrendszerbeli 867-es a kettes számrendszerben 1101100011, a nyolcas számrendszerben 1543, a tizenhatos számrendszerben 363 alakban írható fel.
A 867 páratlan szám, összetett szám, kanonikus alakban a 31 · 172 szorzattal, normálalakban a 8,67 · 102 szorzattal írható fel. Hat osztója van a természetes számok halmazán, ezek növekvő sorrendben: 1, 3, 17, 51, 289 és 867.
A 867 négyzete 751 689, köbe 651 714 363, négyzetgyöke 29,44486, köbgyöke 9,53541, reciproka 0,0011534.